# Церква святого великомученика Димитрія (Кулаківці)
Церква святого великомученика Димитрія в Кулаківцях — парафія і храм греко-католицької громади Заліщицького деканату Бучацької єпархії Української греко-католицької церкви в селі Кулаківці Чортківського району Тернопільської области.
Церква та дзвіниця оголошені пам'яткою архітектури місцевого значення (охоронний номер 540/1, 540/2).

## Історія церкви
Головною святинею села є дерев'яний храм Святого Великомученика Димитрія, збудований у гуцульському стилі. Хоча документи про будівництво та освячення відсутні, напис на стіні церкви та відомості з книги «Заліщицька земля в спогадах емігрантів» вказують на 1862 рік. Ця церква, разом зі старою дзвіницею, перебувала під консерваційною охороною як архітектурна пам'ятка.
З 1946 по 1989 рік парафія належала до РПЦ. 27 січня 2013 року, з нагоди 150-річчя храму, парафію відвідав владика Димитрій Григорак. 30 травня 2016 року він освятив наріжний камінь під будівництво нового храму.
При парафії діють братство «Апостольство молитви», Вівтарна дружина та молодіжна спільнота УМХ.
На території парафії встановлені пам'ятні хрести на честь скасування панщини, 2000-ліття хрещення Руси-України та на згадку про довголітнє служіння о. Я. Мировича.

## Парохи
- о. Василь Городецький,
- о. Петро Іллєвич,
- о. Йосиф Фльорчук (1923),
- о. Ярослав Мирович (1946—1972),
- о. Микола Романець,
- о. Онуфрій Швигар,
- о. Олег Косован,
- о. Василь Щур,
- о. Володимир Драбик (з 2000).